# Štirinajst točk
Štirinajst točk je bila izjava o načelih miru, ki naj bi se uporabila za mirovna pogajanja, da bi končali prvo svetovno vojno in preprečili izbruh nove svetovne vojne. Načela so bila predstavljena v govoru 8. januarja 1918 o vojnih ciljih in mirovnih pogojih v kongresu Združenih držav Amerike, ki ga je opravil ameriški predsednik Woodrow Wilson. Vendar so imeli njegovi zavezniki (David Lloyd George iz Združenega kraljestva, Georges Clemenceau iz Francije in Vittorio Orlando iz Italije) različna mnenja glede uporabnosti Wilsonovega idealizma.
Združene države Amerike so se pridružile Antanti v boju proti centralnim silam 6. aprila 1917. Do  njenega vstopa v vojno je prišlo zaradi nadaljevanja Nemčije s podmorniško kampanjo proti trgovskim ladjam Velike Britanije in Francije ter tudi s prestrezno nemško ponudbo, ki je Mehiki obljubljala ameriška ozemlja, če bo Mehika vstopila v vojno in napovedala vojno ZDA. Potreba po moralnih ciljih je bila zelo pomembna, ko so po padcu ruske vlade boljševiki razkrili tajne pogodbe, sklenjene med zavezniki. Wilsonov govor je bil tudi odziv na odlok Vladimirja Lenina o premirju iz novembra 1917, takoj po oktobrski revoluciji leta 1917.
Wilsonov govor je vseboval tudi številne domače napredne zamisli in jih prevedle v zunanjo politiko (prosta trgovina, odprti sporazumi, demokracija in samoodločba). Tri dni pred tem je premier Združenega kraljestva Lloyd George opravil govor, v katerem je predstavil vojne cilje Združenega kraljestva in je bil v nekaterih ozirih podoben Wilsonovemu govoru, vendar je zagovarjal, da vojne odškodnine plačajo centralne sile. Štirinajst točk v govoru je temeljilo na raziskavi Inquiry, skupine približno 150 svetovalcev, ki jo je vodil svetovalec za zunanjo politiko Edward M. House, o temah, ki so jih pričakovali na skorajšnji mirovni konferenci. 

## Ozadje
Neposredni vzrok za vstop Združenih držav Amerike v prvo svetovno vojno aprila 1917 je bila nemška napoved ponovne neomejene podmorniške kampanje in kasnejše potopitve ladij z Ameriškimi državljani na krovu. Toda vojni cilji predsednika Wilsona so presegli obrambo pomorskih interesov. Wilson je v svojem vojnem sporočilu kongresu izjavil, da je cilj Združenih držav upravičiti načela miru in pravičnosti v življenju sveta. V več govorih v začetku leta je Wilson podal svojo vizijo konca vojne, ki bi prinesel pravičen in varen mir in ne le novo ravnovesje moči.
Predsednik Wilson je nato sprožil skrivno serijo študij z imenom Preiskava, ki so se osredotočale predvsem na Evropo in jih je izvedla skupina v New Yorku, ki je vključevala geografe, zgodovinarje in politologe; skupinsko preiskavo je organiziral Edward M. House. Njihova naloga je bila preučiti antantno in ameriško politiko v skoraj vseh predelih sveta ter analizirati gospodarske, družbene in politične cilje, ki bi se verjetno pojavili v razpravah med mirovno konferenco. Skupina je izdelala in zbrala skoraj 2000 ločenih poročil in dokumentov ter vsaj 1200 zemljevidov. Študije so dosegle vrhunec v Wilsonovem govoru v kongresu 8. januarja 1918, v katerem je izrazil dolgoročne vojne cilje Amerike. Govor je bil najjasnejši izraz namere katere koli sprte države in je projiciral Wilsonovo napredno notranjo politiko v mednarodno prizorišče.  

## Govor
Govor, znan tudi kot govor štirinajst točk, je Wilson opravil iz niza diplomatskih točk in teritorialnih točk, ki so jih pripravili generalni sekretar preiskave Walter Lippmann in njegovi kolegi Isaiah Bowman, Sidney Mezes in David Hunter Miller. Lippmannov osnutek teritorialnih točk je bil neposreden odgovor na tajne pogodbe evropskih zaveznikov, ki jih je Lippmannu pokazal vojni sekretar Newton D. Baker. Lippmannova naloga je bila prevzeti tajne pogodbe, analizirati dele, ki so bili sprejemljivi, in jih ločiti od tistih, ki so veljali za nevzdržne, in nato razviti stališče, ki je antanti popuščalo, kolikor je le mogoče. Vse je bilo zapisano v tajnih pogodbah.
V govoru je Wilson neposredno nagovoril tisto, kar je dojel kot vzroke za izbruh svetovne vojne, in sicer s pozivom k odpravi tajnih pogodb, zmanjšanju oborožitve, prilagoditvi kolonialnih zahtev v interesu domačih in kolonistov ter svobode državljanov in morij. Wilson je podal tudi predloge, ki bi zagotovili svetovni mir v prihodnosti. Na primer, predlagal je odstranitev gospodarskih ovir med narodi, obljubo samoodločbe za narodne manjšine in svetovno organizacijo, ki bi zagotovila politično neodvisnost in ozemeljsko celovitost tako večjih kot tudi manjših držav –  Liga narodov. 
Čeprav je Wilsonov idealizem vključeval štirinajst točk, je imel v mislih tudi bolj praktične cilje. Upal je, da bo Rusija ostala v vojni s prepričevanjem boljševikov, da bodo od antante prejeli boljše premirje, da bi okrepil moralo zaveznikov in spodkopal nemško vojno podporo. Govor je bil dobro sprejet v Združenih državah in zavezniških državah ter celo pri boljševiškem voditelju Vladimirju Leninu kot mejnik razsvetljenstva v mednarodnih odnosih. Wilson je nato štirinajst točk uporabil kot osnovo za pogajanja o Versajski pogodbi, ki je končala vojno. 

## Besedilo
V svojem govoru pred kongresom je predsednik Wilson predstavil svojih štirinajst točk, ki jih je sestavil kot edino možno osnovo za zagotovitev trajnega miru:  
1. Mirovne zaveze je potrebno skleniti javno, po katerih ne bo nobenih zasebnih mednarodnih dogovorov, ampak bo diplomacija vedno potekala javno. 
2. Absolutna svoboda plovbe po morjih, zunaj teritorialnih voda, tako v mirnem kot v vojnem stanju, razen če se morja lahko v celoti ali delno zaprejo z mednarodnimi ukrepi za uveljavljanje mednarodnih paktov.
3. Odstranitev, kolikor je mogoče, vseh gospodarskih ovir in vzpostavitev enakih trgovinskih pogojev med vsemi narodi, ki soglašajo z mirom in se zavzemajo za njegovo ohranitev. 
4. Dana in sprejeta ustrezna jamstva, da bo nacionalna oborožitev zmanjšana na najnižjo točko v skladu z domačo varnostjo. 
5. Svobodno, odprto in popolnoma nepristransko prilagajanje vseh kolonialnih zahtevkov, ki temeljijo na strogem spoštovanju načela, da morajo imeti pri odločanju o vseh tovrstnih vprašanjih suverenosti interesi zadevnega prebivalstva enako pravico kot pravična vlada, katere naslov mora biti odločen. 
6. Osvoboditev vsega ruskega ozemlja in takšna rešitev vseh vprašanj, ki zadevajo Rusijo, bo zagotovila najboljše in najsvobodnejše sodelovanje drugih narodov sveta, da bi brez zadrege pridobila neovirano priložnost za samostojno določanje lastnega političnega razvoja in nacionalnega razvoja politike in ji zagotoviti iskreno dobrodošlico v družbo svobodnih narodov pod institucijami, ki jih sama izbere; in več kot dobrodošla je tudi pomoč vseh vrst, ki bi jo morda potrebovala in si jo sama želi. Obravnavanje, ki ga bodo v prihodnjih mesecih namenile Rusiji njene sosednje države, bo pregled njihove dobre volje, njihovega razumevanja njenih potreb, ki se razlikujejo od njihovih lastnih interesov, ter njihove inteligentne in nesebične naklonjenosti. 
7. Belgijo, na kar se bo strinjal ves svet, je treba osvoboditi in obnoviti, ne da bi poskušali omejiti suverenost, ki jo ima skupaj z vsemi drugimi svobodnimi narodi. Nobeno drugo posamezno dejanje ne bo dobrodošlo, saj bo to služilo ponovni vzpostavitvi zaupanja med narodi v zakone, ki so jih sami sprejeli in določili za upravljanje svojih medsebojnih odnosov. Brez tega dejanja sta celotna struktura in veljavnost mednarodnega prava za vedno oslabljena. 
8. Osvoboditi je treba celotno francosko ozemlje in obnoviti napadene dele ter popraviti krivico, ki jo je Franciji storila Prusija leta 1871 v zvezi z Alzacijo in Loreno, ki je skoraj petdeset let ogrožala svetovni mir, da mir lahko ponovno vzpostavimo v interesu vseh. 
9. Prilagoditev italijanskih mej bo morala potekati po jasno prepoznavnih željah mejne narodnosti.
10. Ljudstvu Avstro-Ogrske, katerega mesto med narodi želimo videti varovano in zagotovljeno, je treba ponuditi najbolj svobodno priložnost za avtonomen razvoj. 
11. Romunijo, Srbijo in Črno goro je treba osvoboditi; Srbiji zagotoviti prost in varen dostop do morja; in medsebojni odnosi več balkanskih držav, ki so jih določili prijateljski nasveti po zgodovinsko uveljavljenih linijah zvestobe in narodnosti; in sprejeti bo morala mednarodna jamstva za politično in gospodarsko neodvisnost ter ozemeljsko celovitost več balkanskih držav. 
12. Turškemu delu sedanjega Osmanskega cesarstva bo morala biti zagotovljena varna suverenost, drugim narodom, ki so zdaj pod osmansko oblastjo, pa je treba zagotoviti nedvomno varnost življenja in popolnoma nemoteno možnost avtonomnega razvoja, Dardanele pa je treba trajno pustiti odprte kot prost prehod ladij in trgovine vseh narodov pod mednarodnimi jamstvi.
13. Ustanoviti je treba neodvisno poljsko državo, ki bo morala vključevati ozemlja, ki jih naseljuje nedvomno poljsko prebivalstvo ter jim zagotoviti prost in varen dostop do morja, ter katere koli politične in gospodarske neodvisnosti, ozemeljska celovitost pa bo morala biti zagotovljena z mednarodno pogodbo. 

14. V skladu s posebnimi zavezami je treba ustanoviti splošno združenje narodov, da bi tako večjim kot tudi manjšim državam zagotovili vzajemna jamstva politične neodvisnosti in ozemeljske celovitosti.

## Odzivi

### Antantne sile
Wilson je sprva razmišljal, da bi opustil svoj govor, potem ko je David Lloyd George 5. januarja 1918 v Caxton Hallu opravil govor, v katerem je opisal britanske vojne cilje, od katerih so bili mnogi podobni Wilsonovim. Lloyd George je izjavil, da se je posvetoval z voditelji "Velikih Dominionov v tujini" preden je opravil govor, tako da se zdi, da so se Kanada, Avstralija, Nova Zelandija, Južna Afrika in Nova Fundlandija s tem strinjale.
Wilsona je njegov svetovalec House prepričal, naj opravi svoj govor, in Wilsonov govor je nato zasenčil govor Lloyda Georgea.
Govor je bil opravljen brez predhodnega usklajevanja ali posvetovanja z Wilsonovimi zavezniki v Evropi. Georges Clemenceau naj bi, ko je slišal za štirinajst točk, sarkastično izjavil: "Dobri Gospod jih je imel samo deset!" (Le bon Dieu n'en avait que dix !). Kot glavna javna izjava o vojnih ciljih so štirinajste točke postala osnova za pogoje nemške predaje ob koncu prve svetovne vojne. Po opravljenem govoru si je Bela Hiša prizadevala, da bi voditelji Antante sprejeli štirinajst točk. 16. oktobra 1918 sta imela predsednik Wilson in sir William Wiseman, vodja britanske obveščevalne službe v Ameriki, intervju. Ta intervju je bil eden od razlogov, zakaj je nemška vlada sprejela štirinajst točk in navedena načela za mirovna pogajanja. 
Poročilo je bilo narejeno kot pogajalske točke, štirinajst točk pa sta 1. novembra 1918 sprejeli tudi Francija in Italija. Velika Britanija je pozneje sprejela vse točke, razen svobode morij. Združeno kraljestvo je prav tako želelo, da Nemčija plača odškodnine za vojno, in je menilo, da je to treba dodati štirinajstim točkam. Govor je bil opravljen 10 mesecev pred sklenitvijo premirja z Nemčijo in je postal osnova za pogoje nemške predaje, kot so bili dogovorjeni na Pariški mirovni konferenci leta 1919.

### Centralne sile
Govor je bil široko razširjen kot instrument zavezniške propagande in je bil preveden v številne jezike za globalno širjenje. Kopije so bile predane tudi nemcem, da bi spodbudile centralne sile, da se predajo v pričakovanju pravične poravnave. Dejansko je nemški kancler v pismu, ki ga je oktobra 1918 poslal Wilsonu, zahteval takojšnje premirje in mirovna pogajanja na podlagi štirinajstih točk.

### Združene države Amerike
Theodore Roosevelt je januarja 1919 v članku z naslovom "Liga narodov", objavljenem v reviji Metropolitan, posvaril: "Če je Liga narodov zgrajena na tako visoko zvenečem in tako nesmiselnem dokumentu, kot je govor, v katerem je gospod Wilson predstavil svojih štirinajst točk, bo preprosto dodal še en košček v košaro diplomatskega odpadnega papirja. Večino teh štirinajstih točk... če bi razlagali... tako kakorkoli pomenijo nič."
Senator William Borah je po letu 1918 zaželel, da bi bila "ta zahrbtna in izdajalska shema" Lige narodov "pokopana v peklu" in obljubil, da bi bilo to "20.000 milj pod morjem, če bi to bilo po njegovo."

### Druge države
Wilsonov govor o štirinajstih točkah je povzročil nenamerne, a pomembne posledice v zvezi z državami, ki so bile pod evropsko kolonialno oblastjo ali pod vplivom evropskih držav. V mnogih od štirinajstih točk, natančneje v 1, 2, 3 in 4 točki, se je Wilson osredotočil na prilagajanje kolonialnih sporov in pomen omogočanja avtonomnega razvoja in samoodločbe. To je pritegnilo veliko pozornost protikolonialnih nacionalističnih voditeljev in gibanj, ki so v Wilsonovem hitrem sprejetju izraza "samoodločba" (čeprav v govoru v resnici tega izraza ni uporabil) videli kot priložnost za osamosvojitev od kolonialne vladavine oz. izkoreniniti tuji vpliv.
Posledično je Wilson pridobil podporo protikolonialnih nacionalističnih voditeljev v evropskih kolonijah in državah pod evropskim vplivom po vsem svetu, ki so upali, da jim bo Wilson pomagal pri njihovih ciljih. Po vsem svetu je bil Wilson občasno prikazan kot navidezno verska figura; kot nekdo, ki je bil zastopnik odrešenja ter prinašalec miru in pravice. V tem, tako imenovanem 'wilsonovem trenutku', je med protikolonialnimi nacionalističnimi voditelji in gibanji vladal precejšen optimizem, da bosta Wilson in njegovih štirinajst točk vplivna sila, ki bo preoblikovala dolgo vzpostavljene odnose med Zahodom in preostalim svetom. Mnogi od njih so verjeli, da bodo ZDA glede na svojo zgodovino (zlasti ameriško revolucijo) naklonjene ciljem in težnjam, ki so jih imeli. Med protikolonialnimi nacionalističnimi voditelji je prišlo do splošnega prepričanja, da bodo ZDA, ko jim bodo pomagale pri osamosvojitvi od kolonialne vladavine ali tujih vplivov, vzpostavile nove odnose, ki bi bili ugodnejši in pravičnejši od tistih, ki so obstajali pred tem.
Vendar so se nacionalistične interpretacije štirinajstih točk in Wilsonovih stališč glede kolonializma izkazale za zgrešene. V resnici si Wilson nikoli ni postavil cilja nasprotovanja evropskim kolonialnim silam in razpadu njihovih imperijev, niti ni poskušal spodbujati protikolonialnih nacionalističnih gibanj za neodvisnost. Wilsonov cilj ni bil, da se sooči z evropskimi kolonialnimi silami glede takšnih zadev, saj Wilson ni imel namena podpreti kakršnih koli zahtev po samoodločbi in suverenosti, ki bi bile v nasprotju z interesi zmagovalne antante.  
V resnici so bili Wilsonovi pozivi k večjemu avtonomnemu razvoju in suverenosti namenjeni izključno evropskim državam pod oblastjo nemškega, avstro-ogrskega in osmanskega cesarstva. Tega ni izrecno opisal, čeprav je jasno, da so bili njegovi pozivi k večji suverenosti v teh regijah v prizadevanju, da bi poskušal destabilizirati imperije teh sovražnikov. Ambicije predsednika Wilsona glede tretjega sveta so bile prej, da bi poskušal vplivati na njegov razvoj, da bi ga preoblikoval iz "zaostalega" v "prefinjenega", pri čemer je bil cilj vključiti ga v komercialni svet, tako da bi lahko ZDA imele nadaljnje koristi od trgovine z globalnim jugom. Poleg tega Wilson ni verjel, da je tretji svet pripravljen na samoupravo, saj je trdil, da je za takšen prehod potrebno obdobje skrbništva in skrbništva s strani kolonialnih sil. Wilson je menil, da je ta pristop bistven za 'pravilen razvoj' koloniziranih držav, kar odraža njegove poglede na manjvrednost neevropskih ras. Hkrati Wilson po značaju ali ozadju ni bil antikolonialist ali borec za pravice in svoboščine vseh ljudi, temveč se je zelo približal rasizmu ter je bil temeljni zagovornik prevlade belcev. Na primer, podprl je ameriško aneksijo Filipinov leta 1898, medtem ko je obsodil upor filipinskega nacionalista Emilia Aguinalda in je trdno verjel, da so ZDA moralno dolžne takšnim državam vsiliti zahodni način življenja in upravljanja, da bi sčasoma lahko upravljale neodvisno.  